# Wołodymyr Jezerski
Wołodymyr Iwanowycz Jezerski, ukr. Володимир Іванович Єзерський (ur. 15 listopada 1976 we Lwowie) – ukraiński piłkarz, grający na pozycji obrońcy, były reprezentant Ukrainy, trener piłkarski.

## Kariera klubowa
Jezerski rozpoczynał karierę w klubie Haraj Żółkiew, z którego trafił do Karpat Lwów. Następnie trafił do potentata ligi ukraińskiej – Dynama. W stołecznym klubie jednak kariery nie zrobił, więc został wypożyczony najpierw do Krywbasa Krzywy Róg, a następnie do Dnipra Dniepropietrowsk. Latem 2007 przeszedł do wicemistrza Ukrainy, Szachtara Donieck. Na początku 2010 został wypożyczony do końca sezonu 2009/10 do Zorii Ługańsk, a latem podpisał kontrakt na 1 rok z tym że klubem. 10 czerwca 2011 przeszedł do Tawrii Symferopol. Po wygaśnięciu kontraktu w lipcu 2013 opuścił krymski klub, a już wkrótce 12 lipca podpisał kontrakt z Howerłą Użhorod. Po zakończeniu rundy jesiennej sezonu 2013/14 zakończył karierę piłkarską.

## Kariera reprezentacyjna
Jezerski debiutował w reprezentacji Ukrainy 15 lipca 1998 roku w meczu z Polską (1:2). Był podstawowym zawodnikiem kadry podczas eliminacji do Mistrzostwa Świata w 2006, jednak na mundialu zagrał tylko jeden mecz (z Hiszpanią). Ogółem dla swojej reprezentacji zagrał 39 razy, strzelił dwa gola.

## Kariera trenerska
Po zakończeniu kariery piłkarza rozpoczął pracę szkoleniowca. Najpierw pracował jako dyrektor sportowy w Karpatach Lwów, a od czerwca 2014 pomagał trenować piłkarzy w klubie Dnipro Dniepropietrowsk. 21 lutego 2017 został zaproszony do sztabu szkoleniowego juniorskiej reprezentacji Ukrainy U-19. Od 1 lipca 2017 stał na czele reprezentacji U-16.

## Sukcesy i odznaczenia

### Sukcesy klubowe
- mistrz Ukrainy: 1999, 2000, 2008, 2010
- wicemistrz Ukrainy: 2009
- brązowy medalista Mistrzostw Ukrainy: 1998, 2000, 2001, 2004
- zdobywca Pucharu Ukrainy: 1999, 2008
- finalista Pucharu Ukrainy: 2000, 2004, 2009
- zdobywca Superpucharu Ukrainy: 2008
- finalista Superpucharu Ukrainy: 2007
- zdobywca Pucharu UEFA: 2009
- finalista Superpucharu UEFA: 2009

### Sukcesy reprezentacyjne
- ćwierćfinalista Mistrzostw Świata: 2006

### Sukcesy indywidualne
- wybrany do symbolicznej jedenastki Karpat w historii Mistrzostw Ukrainy[7].

### Odznaczenia
- tytuł Zasłużonego Mistrza Sportu Ukrainy: 2005[8]
- Order „Za odwagę” III klasy: 2006[9]
- Medal „Za pracę i zwycięstwo”: 2009[10].